# Anelasmocephalus brignolii
Anelasmocephalus brignolii is een hooiwagen uit de familie kaphooiwagens (Trogulidae). De wetenschappelijke naam van Anelasmocephalus brignolii gaat terug op J. Martens & C. Chemini.